# Leoš Válka
Leoš Válka (* 30. října 1953) je český podnikatel, odborný manažer a kurátor výstav vizuální tvorby, který založil a vede pražské Centrum současného umění DOX.

## Životopis
Leoš Válka se narodil 30. října 1953 v Praze. Získal výuční list v Československých automobilových opravnách a poté pracoval jako topič a noční hlídač. V polovině 70. let se začal živit jako horolezec a následně inicioval vytvoření provozu výškových prací u pražského stavebního podniku. Roku 1981 se skupinou horolezců emigroval z totalitního Československa a v utečeneckém táboře v Traiskirchenu pokračovali ve své horolezecké profesi. V létě 1982 získali povolení k pobytu v Austrálii, kde v hlavním městě založili firmu k ošetřování fasád výškových staveb a získali pro ni certifikaci vlastního lezeckého pracovního postupu.
Roku 1996 se Leoš Válka vrátil do České republiky a podnikal ve stavebnictví a interiérovém designu. V rámci toho zakoupil v roce 2002 po povodních v pražských Holešovicích opuštěnou továrnu, kterou ve spolupráci s architektem Ivanem Kroupou přestavěl na centrum současného umění a v roce 2008 jej zprovoznil pod názvem DOX. Projekt realizoval do formy akciové společnosti se svým obchodním partnerem Robertem Aafjesem a dalšími.
Celoživotním zájmem Leoše Války je architektura a současné, nejen vizuální umění.
Válka se přirozeně kurátorsky podílí na mnoho projektech centra DOX a vybírá si odborné partnery, kteří mají vnímavost pro jeho filosofii. Zpočátku to byl např. český historik fotografie a vizuální tvorby žijící v New Yorku Jaroslav Anděl, od počátku 20. let Otto M. Urban a v oblasti hudby, tance, divadla a performance Viliam Dočolomanský.

## Výběr z realizovaných projektů
- Luciferův efekt. Střetnutí se zlem, 2011
- Mody demokracie, 2014
- Skvělý nový svět, 2015
- Duše peněz, 2016
- Big Bang Data, 2017
- DATAMAZE, 2019-22
- Vanitas, 2021
- Nadějné vyhlídky, 2022
- (NE)MOC, 2022
- Bolest těch druhých, 2023[5]

## Ocenění
Na základě nominace Václavem Havlem byla roku 2011 Leoši Válkovi udělena Cena Ministerstva kultury ČR za dlouhodobý přínos a zásluhy v oblasti výtvarného umění.
V roce 2017 se stal nositelem titulu Mecenáš české kultury.